# Psychoda barbigera
Psychoda barbigera és una espècie d'insecte dípter pertanyent a la família dels psicòdids.

## Descripció
- La femella fa 0,59-0,62 mm de llargària a les antenes, mentre que les ales li mesuren 1,05-1,12 de longitud i 0,37-0,40 d'amplada.
- El mascle no ha estat encara descrit.[2]

## Distribució geogràfica
Es troba a Indonèsia: Papua Occidental.